# Guillaume de Falgar
Guillaume de Falgar est un religieux franciscain, maître de théologie et ecclésiastique français, évêque de Viviers de l'extrême fin du XIIIe siècle.

## Biographie

### Nom
La graphie de son nom varie suivant les textes. Luc de Wadding l'écrit en latin Gulielmus de Falgario ainsi que dans Monumenta Germaniae historica, tome 32, l'abbé Palémon Glorieux le traduit en français Guillaume de Falegar. Dans son étude sur Pierre de Falco, l'abbé Glorieux recherche en reconstituant et comparant les carrières de Pierre de Falco, en latin Petrus de Falengaria, et de Guillaume de Falegar, tous les deux contemporains de Richard de Mediavilla, s'il n'y a pas un même personnage sous ces noms. Il a remarqué que dans la chronique de Salimbene de Adam, il est écrit Vicarius fuit ibi frater Petrus de Falengaria, qui postea missus fuit ad legendum in curia, cum esset cathedratus magister et que Guillaume de Falgar a été vicaire général de l'ordre des franciscains et lecteur de la Curie. S'il y a similitude des carrières, la comparaison des textes des questions traitées qui leur sont attribuées n'a pas permis de conclure positivement. Dans Gallia Christiana, volume 16, Jean-Barthélemy Hauréau note les différents noms trouvés dans les textes pour Guillelmus III, Folgariis, de Folchet, de Falgar, de Falgueir et a proposé de retenir la forme Guillaume de Falguières. Sylvain Piron a écrit qu'il est né à Falga et a retenu la forme Guillaume de Falgar.

### Carrière
Guillaume de Falgar, d'un famille noble du Lauragais, est originaire de Falga. Il est formé au studium franciscain de Toulouse, puis monte à Paris pour y prendre le grade de docteur en théologie. Il a été régent du studium franciscain de Paris avant 1282 après avoir, peut-être, enseigné à Toulouse.
Il est revenu ensuite dans le Sud-Ouest, il est nommé ministre provincial d'Aquitaine de l'ordre franciscain en 1283. Le 3 octobre 1283, le ministre général des franciscains, Bonagrazia de Bologne, meurt à Avignon. Guillaume de Falgar préside en 1285 le Chapitre général de l'ordre franciscain qui se tient à Milan. Bien qu'il ait remporté un grand nombre de voix, c'est Arlotto de Prato qui est élu ministre général de l'ordre. Il est alors nommé vicaire général de l'ordre, titre créé à cette instigation pour éviter à l'avenir les inconvénients dus à une vacance prolongée à la tête de l'ordre. C'est ce qui s'est produit un an plus tard, à la mort d'Arlotto de Prato. Matteo d'Acquasparta est élu ministre général de l'ordre au Chapitre général de Montpellier, en 1287. Le titre de vicaire général est supprimé le 14 mars 1288 par une bulle papale. Il a remplacé Matteo d'Acquasparta comme lecteur de la Curie romaine en 1287, probablement jusqu'en 1291, d'après l'abbé Palémon Glorieux. À partir de 1291, Jean de Murrho est nommé par le pape Nicolas IV pour assurer l'enseignement à la Curie romaine.
En 1284, Charles II d'Anjou, roi de Naples, est fait prisonnier et gardé en captivité à Barcelone. Il est libéré après la signature de traité de Canfranc, le 8 novembre 1288, à la condition de laisser en Aragon trois de ses fils en otage, Louis, Robert et Raymond-Bérenger. Les princes sont libérés après le traité d'Anagni signé le 12 juin 1295. Edgar Hocedez écrit que Richard de Mediavilla a été le professeur de Louis d'Anjou avec Guillaume de Falgar et Ponce Carbonnel dès 1288, mais sans en donner une preuve. L'abbé Palémon Glorieux indique que ces deux franciscains n'ont pas pu être présents auprès de Louis d'Anjou pendant toute sa captivité. Guillaume de Falgar est envoyé  auprès de Louis d'Anjou au château de Ciurana dans la province de Tarragone, au moment de sa libération. Louis d'Anjou a rencontré son père à Barcelone le 31 octobre 1295. Avant de se retirer au château de l'Œuf, il a rencontré Pierre de Jean Olivi à Narbonne, le pape Boniface VIII à Rome le 18 décembre 1295 qui en fait son chapelain. Pendant le procès de canonisation de Louis d'Anjou, Guillaume de Cornillon affirme qu'il y a eu des débats entre Louis d'Anjou et Richard de Mediavilla au château de l'Œuf. Louis d'Anjou a étudié le premier livre des Sentences de Pierre Lombard avec Guillaume de Falgar. L'évêque de Toulouse, Hugues Mascaron, venu à Rome pour protester contre la création du diocèse de Pamiers, y meurt le 6 décembre 1296. En janvier 1296, Louis d'Anjou a renoncé à son droit d'aînesse au profit de son frère Robert d'Anjou. Il est ordonné prêtre le dimanche de la Trinité 1296. Le 23 décembre 1296, il a reçu l'habit franciscain. Le 30 décembre 1296, la bulle Fons Sapientiae rend publique la nomination de Louis d'Anjou à l'évêché de Toulouse. La consécration a lieu dans la basilique Saint-Pierre.
Après le mort d'Hugues de La Tour, évêque de Viviers, le chapitre de la cathédrale de Viviers a choisi Guillaume de Mordilio, mais il meurt, puis Dalmatius de Gorra mais cette élection est cassée. Guillaume de Falgar est à Rome en 1296 quand le pape Boniface VIII décide de le nommer évêque de Viviers le 9 juillet 1296,.
Guillaume de Falgar a acheté le péage et le château de Donzère qui a fait de l'évêque de Viviers le prince de Donzère et a fait battre de la monnaie à Largentière.
La date de décès de Guillaume de Falgar est inconnue. Elle est comprise entre deux événements qui le concernent. Philippe IV le Bel veut lever des impôts sur les biens de l'Église. Le 24 février 1296, le pape Boniface VIII répond par la bulle Clericis laicos qui interdit toute levée d'impôts nouveaux sur le clergé sans l'autorisation du pape sous peine d'excommunication. Le roi de France répond par l'interdiction de l'exportation de l'or et de l'argent hors du royaume, le 17 août. Le pape produit alors la bulle Ineffabilis amoris le 21 septembre. Le pape charge alors l'évêque de Viviers, Guillaume de Falgar, d'apporter cette bulle au roi en lui donnant une lettre d'introduction Excitat nos datée du 22 septembre. On ne sait pas comment le roi a accueilli l'évêque. Son successeur, Aldebert de Peyre, est élu en 1298.

## Publications
- De gradibus formarum (publié par l'abbé Palémon Glorieux, « Le “De gradibus formarum” de Guillaume de Falegar O. F. M. », dans Recherches de théologie ancienne et médiévale, juillet-décembre 1957, tome 24, p. 296-319)
- Quaestiones disputata
- Sermones